# 시베리안 에듀케이션
《시베리안 에듀케이션》(이탈리아어: Educazione siberiana, 영어: Siberian Education)은 2013년 공개된 이탈리아의 영화이다.

## 출연

### 주연
- 존 말코비치
- 아르나스 페다라비치우스
- 빌리우스 투마라비치우스
- 엘리너 톰린슨

### 조연
- 피터 스토메어
- 앤드리우스 폴라비시우스
- 조쿠바스 바레이키스
- 아비다스 레벨리우나스
- 민도가스 안세비시우스
- 프란시스 파데일헌
- 비타우타스 럼샤스
- 리카르도 진나

## 기타
- 원작자: 니콜라이 리린
- 조감독: 세르지오 에르콜레시
- 사운드슈퍼바이저: 스디안 쿠피엘
- 미술: 리타 라바시니
- 특수효과: 파비오 트라벨사리
- 시각효과: 스테파노 마리노니
- 의상: 패트리지아 체리코니